# Caydon Muller
Pour les articles homonymes, voir Muller.
Caydon Muller, né le 15 juin 1995 à Benoni, est un nageur sud-africain.

## Carrière
Caydon Muller est médaillé de bronze du relais 4 x 100 mètres quatre nages aux Championnats du monde juniors de natation 2013 à Dubaï.
Il est ensuite médaillé d'argent du relais 4 x 100 mètres nage libre aux Jeux du Commonwealth de 2014 à Glasgow.
Aux Jeux africains de 2015 à Brazzaville, Caydon Muller est médaillé d'or du relais 4 x 100 mètres nage libre et médaillé de bronze du 100 mètres nage libre.